# Tiefgraben
Tiefgraben è un comune austriaco di 3 987 abitanti nel distretto di Vöcklabruck, in Alta Austria.